# パイオニア計画
パイオニア計画（パイオニアけいかく、Pioneer program）はアメリカ航空宇宙局 (NASA) の惑星探査計画とその惑星探査機シリーズである。

## 概要
月探査機として打上げられた0 - 3号とX・Y・Zの探査機はいずれも探査に失敗し、1959年3月3日にジュノーII型ロケットで打上げられた4号で初めて月の探査に成功した。5 - 9号とA - Eまでの探査機は惑星間空間探査機として打上げられ、人工惑星となって太陽の周回軌道に乗り、観測を行った。

外惑星探査のために1972年に打ち上げられた10号は初めて木星、1973年の11号は木星および初めて土星に接近・観測に成功した。10号と11号は探査後に外宇宙へ向かって飛行中であり、機体には地球外生命体に遭遇することを考え、地球や人類の姿（あらゆる民族の特徴を融合した最大公約数的な造形が意図された）などの線画からなる簡単な図解を記した金属板が搭載されている。図の意図するところを読み取れれば、その生命体は人類並みの知性を持っているはずということで描かれたという。この図が発表された当時、世間ではその科学的意義よりもむしろそこに描かれた人物が裸であることについて議論が沸騰したため、考案者のカール・セーガンは呆れたという。

パイオニア10号に搭載された金属板図版

10号と11号には原子力電池が積まれ、深宇宙でも動作する様に設計されており、観測後も信号を発していたが、11号は1995年11月の信号を最後に途絶した。10号はその後も信号を発しつづけたが遠ざかるに連れて電波が微弱過ぎて内容の解読が出来なくなり、遂に2003年1月22日を最後に信号が途絶した。惑星探査機のパイオニア・シリーズは11号が最後となり、これ以降は金星探査のパイオニア・ヴィーナスシリーズへ移行した。

## 各計画

### エイブル宇宙探査機
- パイオニア0号 - 月探査機。1958年8月17日打ち上げ。77秒後に第1段ロケット爆発。
- パイオニア1号 - 月探査機。1958年10月11日打ち上げ。高度113,854kmまで到達。
- パイオニア2号 - 月探査機。1958年11月8日打ち上げ。高度1,550kmまで到達。
- パイオニア P-1 - (Atlas-Able 4A) Able 4A 探査機と呼ばれた。 (パイオニア W)は打ち上げに失敗。
- パイオニア P-2 (Atlas-Able 6) Able 6 探査機と呼ばれた。 (パイオニア5, 又はパイオニア V)太陽周回軌道に投入成功。
- パイオニア P-3 (Atlas-Able 4B or Atlas-Able 4)Able 4 または Able 4B 探査機と呼ばれた。 (パイオニア X) は打ち上げに失敗。
- パイオニア5号 - 宇宙環境調査
- パイオニア P-30 (Atlas-Able 5A) Able 5A探査機と呼ばれた。(Pioneer Y) は打ち上げに失敗。
- パイオニア P-31 (Atlas-Able 5B) Able 5B探査機と呼ばれた。(Pioneer Z) は打ち上げに失敗。

### ジュノーII月探査機
- パイオニア3号 - 月探査機。1958年12月6日打ち上げ。高度102,320kmまで到達。
- パイオニア4号 - 月探査機。1959年3月3日打ち上げ。月の上空約60,000kmの地点を通過。

### 後期パイオニア計画
- パイオニア6号 - 1965年12月16日打ち上げ：宇宙環境調査
- パイオニア7号 - 1966年8月17日打ち上げ：宇宙環境調査：1986年3月20日にハレー彗星まで1230万kmまで接近、観測を行った。
- パイオニア8号 - 1967年12月13日打ち上げ：宇宙環境調査
- パイオニア9号 - 1968年12月8日打ち上げ：宇宙環境調査

これら4機の設計寿命は半年であったが、パイオニア6号、7号、8号は現在でも正常に動作している。
現在の視点では観測機器の精度が甘く、これら3機のデータは他の探査機のデータで賄えるため、常時運用されていないが、記念的価値として現在でも時折交信が行われている。
- パイオニア10号 - 木星探査
- パイオニア11号 - 木星・土星探査

## フィクションでの扱い
- 映画『スタートレックV 新たなる未知へ』（1989年）
劇中、上記の金属板を載せたパイオニア10号あるいは11号と思われる機体がクリンゴン船によって面白半分に射撃練習の的とされる場面がある。
- ライトノベル『人類は衰退しました 第3巻』
パイオニアとボイジャーがそれぞれ女性と男性に擬人化されたキャラクターとして登場。金属板を届けることに疑問を持ち地球へ戻ったボイジャーをパイオニアが再び宇宙へ連れ戻そうとするさまが描かれている。